# Our Unwritten Seoul
Our Unwritten Seoul (미지의 서울?, Miji-ui Seo-ulLR; lett. "Seul sconosciuta" o "La Seul di Mi-ji") è una serie televisiva sudcoreana trasmessa su tvN dal 24 maggio al 29 giugno 2025. In lingua italiana è stata distribuita da Netflix.

## Trama
Mi-ji e Mi-rae sono gemelle dai caratteri e dagli stili di vita completamente opposti. Mi-ji, ex promessa dell'atletica la cui carriera agonistica è stata stroncata da un infortunio, è rimasta al villaggio di Duson-ri per prendersi cura della nonna ricoverata e si barcamena da un lavoro part-time all'altro senza un preciso piano per il futuro; Mi-rae, studentessa modello che ha sempre represso le proprie emozioni, lavora a Seul per un'importante finanziaria governativa e non ha mai tempo per tornare al villaggio, limitandosi a pagare le spese dell'ospedale. Quando Mi-ji scopre che la sorella è vittima di mobbing, le propone di scambiarsi di posto per alcuni mesi.

## Episodi
| Nº | Titolo originale                                                                                                | Titolo italiano             | Pubblicazione  |
| -- | --- | --------------------------- | -------------- |
| 1  | 미지; 아직 모른다?, Miji; ajik moreundaLR; lett. "Mi-ji; ancora sconosciuta"                                    | Mi-ji, ancora sconosciuta   | 24 maggio 2025 |
| 2  | 만점자의 오답노트?, Namjeonja-ui odapnoteuLR; lett. "La risposta sbagliata della studentessa dai voti perfetti" | Imparare dagli errori       | 25 maggio 2025 |
| 3  | 똑 똑 문 좀 열어주세요?, Ttok ttok mun jom yeor-eojuse-yoLR; lett. "Toc toc, apri la porta, per favore"         | Toc, toc! Apri il tuo cuore | 31 maggio 2025 |
| 4  | 나의 천적?, Na-ui cheonjeokLR; lett. "Il mio nemico naturale"                                                   | Io, la mia nemesi           | 1° giugno 2025 |
| 5  | 그대와 혼자서?, Geudae-wa honjaseoLR; lett. "Sola con te"                                                       | Soli insieme                | 7 giugno 2025  |
| 6  | 달같은 바보?, Dalgat-eun baboLR; lett. "Stupido come la luna"                                                   | Presente come la luna       | 8 giugno 2025  |
| 7  | 나무 속 아이?, Namu sog a-iLR; lett. "Il bambino nell'albero"                                                   | Il bambino interiore        | 14 giugno 2025 |
| 8  | 이상한 하나?, Isanghan hanaLR; lett. "Uno strano uno"                                                           | Insoliti pezzi di un puzzle | 15 giugno 2025 |
| 9  | 다시, 그곳으로?, Dasi, geugos-euroLR; lett. "Di nuovo, verso quel posto"                                        | Ritorno, ancora una volta   | 21 giugno 2025 |
| 10 | 당신을 읽는 시간?, Dangsin-eul ilg-neun siganLR; lett. "Il tempo di leggerti"                                   | Leggere la tua anima        | 22 giugno 2025 |
| 11 | 그 문장의 끝에서?, Geu munjang-ui kkeut-eseoLR; lett. "Alla fine di quella frase"                               | Là dove finisce la frase    | 28 giugno 2025 |
| 12 | 마지막 첫 페이지?, Majimak cheot pe-ijiLR; lett. "L'ultima prima pagina"                                        | L'ultima prima pagina       | 29 giugno 2025 |

## Personaggi e interpreti
- Yoo Mi-ji e Yoo Mi-rae, interpretate da Park Bo-young e da Lee Jae-in (da adolescenti)
- Lee Ho-soo, interpretato da Park Jin-young e Park Yoon-ho (da adolescente)
- Han Se-jin, interpretato da Ryu Kyung-soo
- Kim Ok-hee, interpretata da Jang Young-nam
La madre di Mi-ji e Mi-rae.
- Kang Wol-soon, interpretata da Cha Mi-kyung
La nonna di Mi-ji e Mi-rae.
- Song Gyeong-gu, interpretato da Moon Dong-hyeok
Miglior amico di Mi-ji.
- Park Ji-yoon, interpretata da Yoo Yoo-jin
- Lee Chung-goo, interpretato da Im Chul-soo
Avvocato e capo di Ho-soo.
- Yeon Beon-hong, interpretata da Kim Sun-young
Matrigna di Ho-soo.
- Choi Tae-gwan, interpretato da Jeong Seung-gil
- Shin Gyeong-min, interpretato da Lee Si-hoon
- Ahn Mi-jung, interpretata da Go Ae-ri
- Hwang Yun-ho, interpretato da Yang Dae-hyeok
- Lee Hyo-kyung, interpretata da Sim So-young
- Kim Tae-yi, interpretato da Hong Sung-won
- Kim Soo-yeon, interpretata da Park Ye-young
- Kim Ro-sa, interpretata da Won Mi-kyung e Park Hwan-hee (da giovane)

## Produzione

### Pre-produzione
La sceneggiatura di Our Unwritten Seoul era inizialmente di proprietà della KBS, che ha però incontrato delle difficoltà nel casting per via della competitività in declino dei suoi canali. Ha quindi contattato Studio Dragon per co-produrre la serie e firmato un protocollo d'intesa con CJ ENM, cedendo il drama a tvN.
Our Unwritten Seoul è diretta da Park Shin-woo, regista di Lovestruck in the City (2020–2021), e sceneggiata da Lee Kang di O-wor-ui cheongchun (2021). Kang ha dichiarato di aver scritto la serie per raccontare "le storie di persone che dall'esterno sembrano stare bene, ma dentro vacillano e sono esauste". Ha immaginato come sarebbe stato bello se qualcuno identico a lei l'avesse sostituita, ma allo stesso tempo si è domandata se la vita della sua gemella sarebbe stata più pacifica della sua, decidendo così di scrivere di due sorelle gemelle che si scambiano di posto.

### Casting

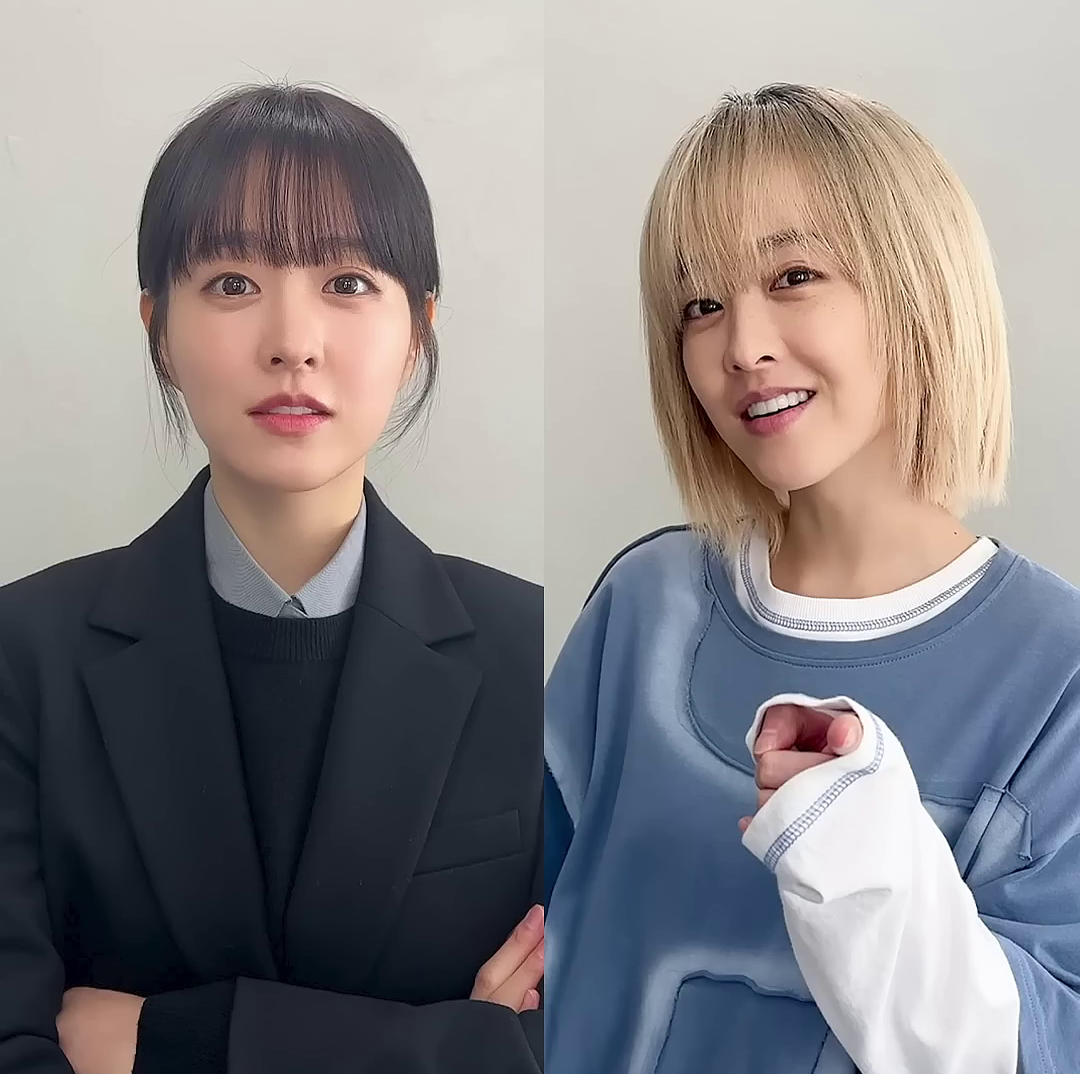
Park Bo-young nei ruoli di Mi-rae (sinistra) e Mi-ji (destra).

Il 25 luglio 2024 Newsen riferì che Park Bo-young aveva ricevuto una proposta di casting, e TenAsia dette per certa l'apparizione dell'attrice nella serie. Il 26 settembre, BH Entertainment dichiarò che Park Jin-young stava considerando Our Unwritten Seoul come suo prossimo progetto non appena terminato il servizio militare. L'8 ottobre News1 annunciò l'ingresso di Ryu Kyung-soo nel cast principale. Park Bo-young e Park Jin-young furono confermati il 3 dicembre.
Park Bo-young ha ricevuto il copione di Our Unwritten Seoul un anno prima che venisse realizzata e ha deciso di partecipare dopo aver terminato di leggere il primo episodio ed esserne rimasta colpita favorevolmente. Nonostante non ci fossero ancora né un regista, né un'emittente televisiva, ha pensato che non le sarebbe mai più ricapitata un'occasione simile e ha dato la sua disponibilità; voleva inoltre interpretare un personaggio forte che contrastasse con quelli dolci e allegri ai quali aveva dato il volto fino a quel momento. Sebbene Park avesse già ricoperto due ruoli diversi in Oh My Ghost (2015), ha trovato Our Unwritten Seoul più difficile perché non aveva la performance di un'altra attrice da imitare per differenziare i due personaggi: è quindi partita dai piccoli dettagli che rendevano Mi-ji e Mi-rae uniche, distinguendole nella voce, nell'abbigliamento, nel trucco e nella pettinatura.
Park Jin-young è stato invece attirato dalla narrazione centrata sulle vittime o sui deboli, e trovato affascinante che Lee Ho-soo, sordo da un orecchio, cercasse di ascoltare gli altri meglio di quanto potrebbe fare una persona sana. Hong Sung-won aveva inizialmente sostenuto l'audizione per i ruoli di Ho-soo e Gyeong-gu prima che il regista gli offrisse la parte di Kim Tae-yi.

### Riprese
Le riprese sono iniziate alla fine del 2024. La serie ha aderito alla campagna promozionale "Seoul, My Soul" e nel corso degli episodi compaiono molte attrazioni della metropoli quali il parco a nord del ponte Dongjak, le fontane arcobaleno del ponte Banpo, Seongsu Naknak, Dongdaemun Design Plaza, il ponte Gwangtonggyo a Cheonggyecheon, la piazza Hanbit, le LG Twin Towers a Yeouido, Myeong-dong e il quartiere delle hanok. Le scene in campagna sono state girate a Mungyeong, Gyeongbuk e Damyang, provincia del Jeolla Meridionale; le riprese si sono tenute anche a Dangjin, Gwangju, Suncheon e Hapcheon.

## Accoglienza
Our Unwritten Seoul è stata ben accolta sia dalla critica, sia dal pubblico. È stata lodata per la regia, la sceneggiatura solida contenente parole di conforto per la gente moderna e la recitazione degli attori, in particolare quella di Park Bo-young, che è stata apprezzata per essere riuscita a distinguere con naturalezza le due sorelle senza eccessi emotivi superflui.
Il primo episodio ha registrato uno share del 3,6% a livello nazionale. Gli ascolti sono cresciuti nel corso delle settimane, andando a toccare una media nazionale del 8,4% con l'ultimo episodio, arrivando al primo posto nei programmi della sua fascia oraria e diventando il drama della tvN trasmesso il sabato e la domenica con gli ascolti più alti fino a quel momento, superando Resident Playbook. La serie è stata distribuita in Corea e a livello internazionale sulle piattaforme Tving e Netflix; su quest'ultima si è classificata terza tra i programmi non in lingua inglese più guardati nella settimana dal 26 maggio al 1° giugno 2025. È rimasta in top 10 per cinque settimane consecutive, raccogliendo più di 112 milioni di ore di visualizzazione.
La popolarità di Our Unwritten Seoul è stata attribuita all'aver affrontato il mondo giovanile con grande empatia, rappresentando la confusione di una generazione che si disprezza, ma che cresce e supera gradualmente l'odio per se stessa quando si rende conto che tutti soffrono per qualcosa, creando un effetto a catena simile a quello di un libro di autoaiuto e ridando coraggio a coloro che stavano affrontando sfide difficili. Il critico di cultura popolare Jung Deok-hyun ha osservato che, attraverso la fantasia dello scambio di vita con un'altra persona, la serie illustrasse il processo di trovare il vero sé, dimenticato vivendo senza riflettere sulle esperienze vissute, oltre a mettere in luce una realtà assurda nella quale si sopravvive pensando di essere sbagliati rispetto agli altri. La collega Baek Su-jeong ha apprezzato che i disabili non fossero stati rappresentati con gli stereotipi dell'incapace, dell'emarginato o del genio affetto dalla "sindrome del savant", ma come persone che vivono la loro vita e lavorano, prendendo ad esempio l'avvocato di successo Lee Chung-goo.